# Mike Flanagan
Mike Flanagan, född 20 maj 1978 i Salem, Massachusetts, är en amerikansk filmregissör, manusförfattare och filmklippare. Han är känd för sina skräckfilmer.

## Filmografi (i urval)
- 2011 – Absentia
- 2013 – Oculus
- 2016 – Hush
- 2016 – Before I Wake
- 2016 – Ouija: Origin of Evil
- 2017 – Geralds lek
- 2018 – The Haunting of Hill House (TV-serie)
- 2019 – Doctor Sleep
- 2020 – The Haunting of Bly Manor (TV-serie)
- 2021 – Midnight Mass (TV-serie)
- 2022 – The Midnight Club (TV-serie)
- 2023 – The Fall of the House of Usher (TV-serie)
- 2024 – The Life of Chuck